# Kannonkoski
Kannonkoski is een gemeente in de Finse provincie West-Finland en in de Finse regio Centraal-Finland. De gemeente heeft een landoppervlakte van 445,01 km² en telt 1.269 inwoners (2022).